# Aspinwall (Iowa)
Aspinwall és una població dels Estats Units a l'estat d'Iowa. Segons el cens del 2000 tenia 58 habitants.

## Demografia
Segons el cens del 2000, Aspinwall tenia 58 habitants, 23 habitatges, i 18 famílies. La densitat de població era de 223,9 habitants per km².
Dels 23 habitatges en un 30,4% hi vivien nens de menys de 18 anys, en un 65,2% hi vivien parelles casades, en un 4,3% dones solteres, i en un 17,4% no eren unitats familiars. En el 17,4% dels habitatges hi vivien persones soles el 4,3% de les quals corresponia a persones de 65 anys o més que vivien soles. El nombre mitjà de persones vivint en cada habitatge era de 2,52 i el nombre mitjà de persones que vivien en cada família era de 2,79.
Per edats la població es repartia de la següent manera: un 22,4% tenia menys de 18 anys, un 8,6% entre 18 i 24, un 20,7% entre 25 i 44, un 31% de 45 a 60 i un 17,2% 65 anys o més.
L'edat mediana era de 44 anys. Per cada 100 dones de 18 o més anys hi havia 114,3 homes.
La renda mediana per habitatge era de 26.786 $ i la renda mediana per família de 41.250 $. Els homes tenien una renda mediana de 38.750 $ mentre que les dones 24.375 $. La renda per capita de la població era de 19.835 $. Cap de les famílies estaven per davall del llindar de pobresa.

## Poblacions més properes
El següent diagrama mostra les poblacions més properes.